# Amstenrade
Amstenrade, en limbourgeois Awstroa, est un village néerlandais situé dans la commune de Beekdaelen, dans la province du Limbourg néerlandais. Le 1er janvier 2006, le village comptait 1 780 habitants.

## Histoire
Amstenrade a été une commune indépendante jusqu'au 1er janvier 1982, date de son rattachement à Schinnen.

## Château d'Amstenrade
Le château d'Amstenrade est reconstruit en 1781-1784 selon le plan de l'architecte liégeois Barthélemy Digneffe.[réf. nécessaire]